# Crossfaith
Crossfaith（クロスフェイス）は、日本のメタルコアバンド。

## メンバー
※記載順・担当楽器の表記は、ソニーミュージックオフィシャルサイトの「プロフィール」に準拠。
| 名前                   | 担当楽器               | 生年月日（現年齢）、備考                                                      |  |
| ---------------------- | ---------------------- | ----------------------------------------------------------------------------- |  |
| Koie Kenta Koie        | ボーカル               | 1988年4月27日（37歳）                                                         |  |
| Teru Terufumi Tamano   | プログラム・ヴィジョン | 1989年2月26日（36歳）                                                         |  |
| Kazuki Kazuki Takemura | ギター                 | 1989年2月17日（36歳）                                                         |  |
| Tatsuya Tatsuya Amano  | ドラムス               | 1990年8月23日（34歳） - 2023年12月よりYOASOBIのサポートメンバーとしても活動。 |  |

### 元メンバー
| 名前                | 担当楽器 | 生年月日（現年齢）、備考                                                                              |
| ------------------- | -------- | --- |
| Hiro Hiroki Ikegawa | ベース   | 1990年5月21日（35歳） - 2024年1月30日脱退。 -                                                         |
| Daiki Daiki Koide   | ギター   | 1987年8月2日（38歳） - 2024年2月15日加入、2025年6月27日下記の理由により解雇。 - ex. HER NAME IN BLOOD |

## 略歴
2006年
前身となるバンドをスタートさせ、幾度かのメンバーチェンジの末、５人編成となる。
2009年
4月29日、1stアルバム『The Artificial theory for the Dramatic Beauty』をZESTONE RECORDSよりリリース。
10月18日に「LOUD PARK 09」への出演を果たす。
2010年
3月16日、マシーン・ヘッドらのツアー“The Black Procession”のオープニングアクトで出演。
2011年
2月、Highfive Management主催のツアー「Keys To Keys Tour」に出演。
4月20日、2ndアルバム『The Dream, The Space』をZESTONE RECORDSよりリリース。同作品はアメリカでもTragic Hero Recordsから8月2日にリリースされた。
8月20日・27日、キャリア初のワンマン公演「The Dream, The Space Tour One Man Live」を開催。
2012年
6月、「INTO THE ZION TOUR」を開催。ゲストにHER NAME IN BLOOD
6月20日、『ZION EP』をSMALLER RECORDINGSよりリリース。
11月21日発売号のKerrang!誌に、ライブレビューが掲載され、ポスターが封入された。
2013年
2月23日、オーストラリア「SOUNDWAVE FESTIVAL 2013」に出演。アジア圏バンド出演は初。
5月、Crossfaithワールドデビュー作となるアルバム『APOCALYZE』のリリースと、それに伴って"APOCALYZE WORLD TOUR"を行うことを発表。さらにバンド史上初のJAPAN TOURも発表された。
8月、Warped Tour 2013にて、最終日の前日にテキサスの会場で行われた参加バンドによるドラム・コンテストで、Tatsuyaが数々の海外バンドを相手に優勝した。
8月23日・25日、「Reading and Leeds Festivals 2013」に出演。
8月〜9月、「APOCALYZE WORLD TOUR 2013 : JAPAN」を開催。
9月4日、3rdアルバムAPOCALYZEをSMALLER RECORDINGSよりリリース。アメリカではジ・エンド・レコードから3日に、イギリスではSearch and Destroy Records/Sony Musicから9日に発売された。また、特設サイトにて全曲ストリーミングも開始した。同作品は09月16日付オリコンCDアルバム週間ランキング初登場19位、9月21日付Billboard Heatseekers Albumsチャート初登場13位を記録。
12月、「APOCALYZE WORLD TOUR 2013 : JAPAN FINAL SERIES」を開催。
2014年
9月1日〜9日、「ACROSS THE FUTURE 2014」を開催。
11月、「Apocalyze Now EU/UK Tour」を開催。
2015年
1月23日、ギタリストKAZUKIが大脳基底核損傷の治療のため活動を休止することが発表。バンドはサポートギターを迎えて活動を継続。
2月1日〜15日、「MADNESS TOUR in JAPAN」を開催。
9月20日〜23日、「Crossfaith Japan Tour 2015」を開催。最終公演の東京・Zepp TokyoにてギタリストKAZUKIが復帰。
9月26日、「 第一回世界遺産巡業特別公演 '日光の編'」を開催。
2016年
1月25日〜2月13日、「XENO WORLD TOUR 2016」を開催。
2月14日〜9月10日、「ACROSS THE FUTURE 2016」を開催。
9月14日〜10月29日、「New Age Warriors Tour 2016」を開催。
2017年
2月4日、「New Age Warriors -Japan Tour- FINAL SERIES ONEMAN SHOWS」の最終公演を史上最大規模となる幕張メッセイベントホールで開催。
8月2日、3rdシングル「FREEDOM」、2ndDVD「LIVE IN JAPAN NEW AGE WARRIORS TOUR FINAL AT MAKUHARI MESSE」を発売。
2018年
1月24日、4thシングル「Wipeout」発売。
8月1日、「XENO」以来3年ぶりとなるフルアルバム「EX_MACHINA」を発売。
2020年
1月1日、新レーベル「Species Inc.」を設立。
5月20日、EP『SPECIES EP』をリリース。その収録曲より、「Digital Parasite」を先行配信。オリコン週間アルバムチャート(2020年6月1日付)では、初週で2,357枚を売り上げ、13位を記録し、「XENO」で記録した14位から最高位を更新した。
2021年
1月4日、「第1回 ONE PIECEキャラクター世界人気投票 WT100」に新曲「Dead or Alive」を提供。
2022年
9月2日、当面の間ライブ活動休止を発表。
2023年
3月31日、ライブ活動再開とHiro（ベース）の一時活動休止を発表。
7月21日、複数のメンバーが新型コロナウイルスとインフルエンザA型陽性のため、「OSAKA GIGANTIC MUSIC FESTIVAL 2023」（舞洲スポーツアイランド、7月22日出演予定）の出演キャンセルを発表。
2024年
1月30日、活動を休止していたHiro（ベース）が脱退を発表。
2月15日、サポートメンバーとして活動していたDaiki（ギター）が正式加入。Warner Music Japanより再メジャーデビューし、シングル「ZERO」を配信リリース
2025年
2月1日、活動規模史上最大ワンマンライブ｢OUR FAITH WILL NEVER DIE｣
2月2日、初の主催フェスティバル｢HYPER PLANET｣を幕張メッセ展示ホール7~8にて開催。
6月下旬、Daikiが14歳の女性とDM（ダイレクト・メッセージ）でやり取りをしていたとして、これを問題視したアメリカのロックバンド「フォーリング・イン・リヴァース」のロニー・ラドクが告発する動画をInstagramに投稿、SNSで憶測を呼んだことを受け、同月27日、バンドのヨーロッパツアーの残り4公演の出演をキャンセルすることが発表された。
6月30日、Daikiが「社会的に不適切な行為」を行ったとして6月28日付で解雇処分となったことを発表。また、バンドの活動を当面休止することが明らかにされた。
8月1日、無期限の活動休止を発表。

## タイアップ一覧
| 使用年 | 曲名                     | タイアップ                                                                          |
| ------ | ------------------------ | ----------------------------------------------------------------------------------- |
| 2014年 | Madness                  | ムラサキスポーツ「2014 SNOWBORD」CMソング                                           |
| 2015年 | Devil's Party            | 北海道テレビ『NO MATTER BOARD（'15-'16シーズン）』10月オープニングテーマ            |
| 2016年 | GET iT OUT               | 『Red Bull Air Race Chiba 2016』テレビCMテーマソング                                |
| 2016年 | Revolution               | 海外ドラマ『リーサル・ウェポン』エンディングテーマ                                  |
| 2018年 | Wipeout                  | 日本テレビ系『バズリズム02』2月度エンディングテーマ                                 |
| 2018年 | Wipeout                  | 北海道テレビ『夢チカ18』2月度エンディングテーマ                                     |
| 2018年 | Catastrophe              | テレビ東京系ドラマ24『GIVER 復讐の贈与者』主題歌                                    |
| 2018年 | Soul Seeker              | テレビアニメ『蒼天の拳 REGENESIS』第2期オープニング主題歌                           |
| 2021年 | Dead or Alive            | 『第1回 ONE PIECEキャラクター世界人気投票 WT100』タイアップ楽曲                     |
| 2021年 | RedZone                  | アーケードゲーム『機動戦士ガンダム エクストリームバーサス2 クロスブースト』テーマ曲 |
| 2021年 | Gimme Danger feat. ralph | 『刃牙』シリーズ連載30年キャンペーンソング                                          |
| 2025年 | Paint The Target         | テレビ東京系水ドラ25『日本統一 東京編』オープニングテーマ                           |

## 出演イベント（日本）

### 2009年
- 10月18日 - LOUD PARK 09
- 12月06日 - "third eye creation" Tour 09-10 (TRIBAL CHAIR)

### 2010年
- 01月16日 - DEAD POP FESTiVAL vol.0 (SiM)
- 01月23日 - "third eye creation" Tour 09-10 (TRIBAL CHAIR)
- 03月16日.17日 - THE BLACK PROCESSION
- 04月16日 - SMILE TOUR 2010 (Northern19)
- 05月02日 - COMIN'KOBE10
- 05月17日.18日.20日.21日 - STAY REAL TOUR (ROTTENGRAFFTY)
- 07月18日 - OVER DRIVE TOUR 2010 (TOTALFAT)
- 08月24日 - 新宿LOFT presents master + mind 〜fusion de soundes〜
- 09月19日.25日 - Happy Rebirthday To You Tour (kamomekamome)
- 11月05日 - METEOR TOUR 2010 (EGG BRAIN)
- 11月06日 - "DISCOVERY TOUR" FINAL (LOST)
- 12月12日 - OSAKA HAZIKETEMAZARE FESTIVAL 2010 (HEY-SMITH)

### 2011年
- 01月22日 - DEAD POP FESTiVAL vol.2 (SiM)
- 02月19日 - SCREAM OUT FEST 2011
- 02月25日.26日 - Remember the name Tour 2011 〜Joy ride〜 (Pay money To my Pain)
- 04月29日 - LIQUIDROOM presents "UNDER THE INFLUENCE"
- 05月04日 - COMIN'KOBE11
- 06月11日.12日 - THE HERO IS DAMNED TOUR 2011 (TOTALFAT)
- 08月14日 - SUMMER SONIC 2011
- 09月20日.21日.22日 - EXTREME THE DOJO vol.27
- 10月10日 - RED LINE TOUR 2011
- 11月11日 - House of Chaos3 (Pay money To my Pain)
- 12月01日.02日 - SEEDS OF HOPE TOUR 2011-2012 (SiM)
- 12月04日 - "NEXTREME" Release Tour (Fear, and Loathing in Las Vegas)
- 12月11日 - OSAKA HAZIKETEMAZARE FESTIVAL 2011 (HEY-SMITH)

### 2012年
- 01月14日 - DEAD POP FESTiVAL 2012 (SiM)
- 01月20日〜02月04日 - ZESTONE RECORDS presents BROTHERHOOD TOUR 2012
- 02月18日 - SCREAM OUT FEST 2012
- 03月13日.14日 - BEGINNING TOUR (REDLINE)
- 03月15日.16日 - JAPAN TOUR 2012 (UNDEAROATH)
- 04月07日 - THE LIVE 2012 (SKULLSHIT)
- 04月09日 - HOOK THE TRIGGER VOL.1
- 06月05日 - 2012 "Start Walking The World Tour" (ONE OK ROCK)
- 06月24日 - LiFE and DEATH TOUR 2012 (SiM)
- 07月14日.15日.16日 - Japan Tour 2012 (Silverstein)
- 07月18日 - PUNKLOID × REDLINE TAG FES NO BLUR CIRCUIT 2012
- 08月15日 - Destroy Before Reading vol.15
- 08月18日 - SUMMER SONIC 2012
- 08月24日 - TREASURE05X 2012 〜burning diamonds〜
- 11月18日 - GRANDLINE 2012
- 11月21日 - SHIBUYA CYCLONE 15th ANNIVERSARY
- 11月29日 - ガンギマ&ドンギマ Presents ドギマズン〜謝肉祭〜 vol.1
- 12月15日 - OSAKA HAZIKETEMAZARE FESTIVAL 2012 (HEY-SMITH)
- 12月17日 - KINGS ROAD TATTOO STUDIO Presents "COUNTER CULTURE"vol.1
- 12月27日 - SHUT THE F××K UP!!!Vol.2
- 12月29日 - COUNTDOWN JAPAN 12/13

### 2013年
- 04月05日.07日 - EViLS TOUR 2013 (SiM)
- 04月17日 - BLARE DOWN BARRIERS 2013 (coldrain)
- 05月11日 - Ozzfest Japan 2013 (Ozzy Osbourne)
- 05月13日.14日.16日 - The AP Tour Japan 2013 (Alternative Press)
- 05月21日 - THE REVELATION TOUR 2013 (coldrain)
- 06月11日 - "Now Album" JAPAN TOUR. (HEY-SMITH)
- 08月10日.11日 - SUMMER SONIC 2013
- 09月06日 - "Walk" TOUR 2013-2014 (ROTTENGRAFFTY)
- 09月23日 - MADOllie2013
- 10月19日 - LOUD PARK 13
- 10月20日 - REDLINE TOUR 2013 10DAYS (REDLINE)
- 10月25日 - "Now Album" JAPAN TOUR FINAL SERIES (HEY-SMITH)
- 10月27日 - TOWER RECORDS presents Bowline 2013
- 12月29日 - COUNTDOWN JAPAN 13/14

### 2014年
- 01月26日 - PANDORA TOUR 2013-2014 FiNAL 2days -Day.2-"DEAD POP FESTiVAL 2014" (SiM)
- 03月21日 - SANUKI ROCK COLOSSEUM 2014
- 03月23日 - SAKAI MEETING 2014
- 04月12日〜25日 - OUTBURN TOUR 2014 (Monster Energy)
- 04月29日 - COMIN'KOBE14
- 05月10日 - MADOllie2014 SPRING
- 08月02日 - ROCK IN JAPAN FESTIVAL 2014
- 08月05日 - LIQUIDROOM 10th ANNIVERSARY
- 08月15日 - RISING SUN ROCK FESTIVAL 2014 in EZO
- 08月16日 - SUMMER SONIC 2014
- 08月28日 - Red Bull Live on the Road 2014 Final Stage
- 11月15日 - KNOTFEST JAPAN 2014 (Slipknot)

### 2015年
- 01月24日 - NO MATTER LIVE
- 06月04日.07日 - 2015 "35xxxv" JAPAN TOUR (ONE OK ROCK)
- 06月06日 - 百万石音楽祭 2015〜ミリオンロックフェスティバル〜
- 08月23日 - WILD BUNCH FEST. 2015
- 09月05日 - TREASURE05X 2015 〜a great faith〜 〜rising force!〜
- 09月29日.30日.10月03日 - お披露目TOUR (HEY-SMITH)
- 10月12日 - Bowline 2015 curated by HEY-SMITH & TOWER RECORDS
- 11月20日 - ROCK-O-RAMA 2015 (FACT)
- 11月21日 - Ozzfest Japan 2013 (Ozzy Osbourne)
- 11月29日 - Live Is Beautiful Tour 2015-2016 (ROTTENGRAFFTY)
- 12月06日 - HAZIKETEMAZARE FESTIVAL 2015 (HEY-SMITH)
- 12月09日 - RED BULL LIVE ON THE ROAD 2015 FINAL STAGE
- 12月10日 - Are You Coming? Tour (WANIMA)
- 12月12日 - DR.MARTENS PRESENTS #STANDFORSOMETHING LIVE, STYLE OF TOKYO
- 12月15日 - Tour 2015 "WE ARE THE OTHERS"-EXTRA (MIYAVI)
- 12月19日 - OSAKA HAZIKETEMAZARE FESTIVAL 2015 (HEY-SMITH)
- 12月22日 - uP!!!SPECIAL LIVE HOLIC vol.5 supported by SPACE SHOWER TV
- 12月28日 - COUNTDOWN JAPAN 15/16

### 2016年
- 01月23日.30日 - NO MATTER LIVE
- 04月09日 - Bowline 2016 curated by CROSSFAITH & TOWER RECORDS
- 04月29日 - ARABAKI ROCK FEST.16
- 04月30日 - Music / Art / Tokyo
- 05月07日.08日 - THE BEAUTiFUL PEOPLE TOUR 2016 (SiM)
- 05月13日 - TOWER RECORDS SAPPORO PIVOT 20th Anniversary NOrth MUSIC, NOrth LIFE. Vol.11
- 05月15日 - OSAKA METROPOLITAN ROCK FESTIVAL 2016
- 05月21日 - SAKAI MEETING 2016 (GOOD4NOTHING, THE CHINA WIFE MOTORS)
- 06月04日 - SATANIC CARNIVAL'16
- 06月05日 - 百万石音楽祭 2016〜ミリオンロックフェスティバル〜
- 06月10日 - Rumble Of The Month Vol.2 (Ken Yokoyama)
- 06月18日.19日 - STOP THE WAR TOUR (HEY-SMITH)
- 06月25日 - ROAR TOUR 2016 (NOISEMAKER)
- 07月03日 - 京都大作戦2016〜吸収年! 栄養満点! 音のお野祭! 〜 (10-FEET)
- 07月10日 - DEAD POP FESTiVAL 2016 (SiM)
- 07月17日 - JOIN ALIVE 2016
- 08月06日 - ROCK IN JAPAN FESTIVAL 2016
- 08月20日 - WILD BUNCH FEST. 2016
- 08月21日 - MONSTER baSH 2016
- 09月11日 - OSAKA HAZIKETEMAZARE FESTIVAL 2016 (HEY-SMITH)
- 11月06日 - KNOTFEST JAPAN 2016 (Slipknot)
- 11月09日 - JUICE UP!! TOUR (WANIMA)
- 12月23日 - AIR JAM 2016
- 12月25日 - MERRY ROCK PARADE 2016

### 2017年
- 01月21日 - NO MATTER LIVE
- 02月12日 - 20th Anniversary 2man tour (ACIDMAN)
- 03月11日 - uP!!! SPECIAL LIVE HOLIC extra -LIVE HOLIC vol.9- supported by SPACE SHOWER TV
- 03月31日.04月01日 - 2017 "Ambitions" JAPAN TOUR (ONE OK ROCK)
- 04月02日 - YON FES 2017 (04 Limited Sazabys)
- 05月04日 - JAPAN JAM 2017
- 05月12日 - Honesty Tour 2017 (SHANK)
- 06月02日 - Tour 2017「FREEDOMOSH」(KEMURI)
- 06月04日 - 百万石音楽祭 2017〜ミリオンロックフェスティバル〜
- 06月15日 - NTT Docomo presents 15th Anniversary Live "NEO TOKYO 15" (MIYAVI)
- 06月17日 - MIYAKO ISLAND ROCKFESTIVAL 2017
- 06月18日 - SATANIC CARNIVAL'17
- 06月28日.30日 - OPERATION ATTIC TOUR (SHADOWS)
- 07月02日 - DEAD POP FESTiVAL 2017 (SiM)
- 07月30日 - OGA NAMAHAGE ROCK FESTIVAL VOL.8
- 08月06日 - ROCK IN JAPAN FESTIVAL 2017
- 08月20日 - Sky Jamboree 2017 〜one pray in nagasaki〜
- 08月27日 - TRIANGLE'17
- 09月02日 - TREASURE05X 2017 -MARCH OF TIME-
- 09月04日 - ツタロックスペシャルLIVE
- 09月10日 - OSAKA HAZIKETEMAZARE FESTIVAL 2017 (HEY-SMITH)
- 09月18日 - ULTRA JAPAN 2017
- 09月27日 - CHAMPIONSHIP TOUR 2017 (CRYSTAL LAKE)
- 09月28日 - VINTAGE ROCK & GREENS presents 「sweatsoaked vol.2」
- 11月03日 - FATELESS JAPAN TOUR 2017 (coldrain)
- 12月20日 -『New Sunrise』Release Tour 2017-18 (Fear, and Loathing in Las Vegas)
- 12月24日 - ポルノ超特急2017 (ROTTENGRAFFTY)

### 2018年
- 01月08日 - from HERE Vol.3
- 01月13日 - NO MATTER LIVE
- 03月31日 - Vans Warped Tour Japan 2018
- 04月08日 - YON FES 2018
- 04月28日 - ARABAKI ROCK FEST.18
- 06月03日 - 百万石音楽祭 2018〜ミリオンロックフェスティバル〜
- 06月09日 - BLAZE UP NAGASAKI 2018 in HUIS TEN BOSCH (SHANK)
- 07月06日.08日 - POSSESSED TO OSAKA (Teru) ※DJとして出演
- 07月22日 - NUMBER SHOT 2018
- 07月28日 - WILD BUNCH FEST. 2018
- 07月29日 - OGA NAMAHAGE ROCK FESTIVAL VOL.9
- 08月05日 - ROCK IN JAPAN FESTIVAL 2018
- 08月25日 - TRIANGLE'18
- 08月26日 - RUSH BALL 2018 20th ANNIVERSARY
- 09月08日 - TREASURE05X 2018 "HEARTS OF THE TREASURE"
- 09月17日 - OSAKA HAZIKETEMAZARE FESTIVAL 2018 (HEY-SMITH)
- 12月22日 - MERRY ROCK PARADE 2018
- 12月30日 - COUNTDOWN JAPAN 18/19

### 2019年
- 01月16日.18日 - NO MATTER LIVE
- 03月30日 - BLARE DOWN BARRIERS 2019 (coldrain)
- 03月31日 - Life In The Sun TOUR (HEY-SMITH)
- 04月21日 - Life In The Sun TOUR FINAL SERIES (HEY-SMITH)
- 05月11日 - MIYAKO ISLAND ROCK FESTIVAL 2019 〜SAVE THE SEA, SAVE THE SKY〜 海に優しく、空に優しい、南の島のロックフェス
- 05月16日.17日 - 20th Anniversary Beginning of the Story (ROTTENGRAFFTY)
- 05月25日 - SAKAI MEETING 2019
- 06月01日 - 百万石音楽祭2019〜ミリオンロックフェスティバル〜
- 06月08日 - BLAZE UP NAGASAKI 2019 in HUIS TEN BOSCH (SHANK)
- 06月15日 - SATANIC CARNIVAL'19
- 06月23日 - DEAD POP FESTiVAL 2019 (SiM)
- 07月13日 - JOIN ALIVE 2019
- 07月28日 - OGA NAMAHAGE ROCK FESTIVAL VOL.10
- 09月01日 - TRIANGLE'19
- 09月04日 - 水曜日は東西線に乗って
- 09月06日 - FOB×EIGHT HALL PRESENTS「BOUNCE & SCREAM」
- 09月08日 - TREASURE05X 2019
- 10月06日 - THE GREAT SATSUMANIAN HESTIVAL 2019
- 10月19日.20日 - 極上音楽集ツアー2019〜2020 (山嵐)
- 10月30日 - 福岡大学 第64回七隈祭前夜祭ライブ
- 11月24日 - EXPERIENCE Vol.1

### 2020年
- 01月11日.23日.25日 - NO MATTER LIVE
- 01月19日 - PMAM vol.6 (Pit Me Against Myself) (SHADOWS)
- 02月01日 - BLARE FEST. 2020 (coldrain)

### 2021年
- 06月27日 - DEAD POP FESTiVAL 2021 (SiM)
- 08月01日 - ジャイガ -OSAKA GIGANTIC MUSIC FESTIVAL 20>21-
- 09月03日 - TREASURE05X 2021
- 11月05日 - KOUBOU vol.3 (Paledusk)
- 12月18日 - MERRY ROCK PARADE 2021

### 2022年
- 02月12日 - テレ・マーカー presents MUSASHI ROCK FESTIVAL 2022
- 04月01日 - akuma tour (SPARK!!SOUND!!SHOW!!)
- 04月02日 - THE BONDS 2022 -Make a Mad- OSAKA GIGANTIC MUSIC FESTIVAL 2022 SPIN-OFF
- 04月03日 - YON FES 2022 (04 Limited Sazabys)
- 06月05日 - SATANIC CARNIVAL 2022
- 07月20日 - なんばHatch 20 th Anniversary ~Hey Music! Let’s Change the World!!~
- 07月23日 - OSAKA GIGANTIC MUSIC FESTIVAL 2022
- 07月24日 - LIVE 2022 RUMBLE FISH (HYDE)
- 07月31日 - OGA NAMAHAGE ROCK FESTIVAL vol.11
- 08月12日 - ROCK IN JAPAN FES. 2022 (本来出演予定であったcoldrainの代役)
- 08月28日 - TRIANGLE’22 Keep on Doing in Zepp Fukuoka

### 2023年
- 06月17日 - SATANIC CARNIVAL 2023
- 06月25日 - DEAD POP FESTiVAL 2023 (SiM)
- 07月02日 - トキニ雨 #16 (凛として時雨)
- 07月17日 - 10th Anniversary Tour “47 AREAS” (The BONEZ)
- 07月19日 - TRIANGLE EXTRA
- 07月30日 - OGA NAMAHAGE ROCK FESTIVAL vol.12
- 08月19日.20日 - "RE:ADMISSION" LIVE HOUSE TOUR 2023 (coldrain)
- 09月03日 - TREASURE05X 2023
- 09月09日 - OSAKA HAZIKETEMAZARE FESTIVAL 2023 (HEY-SMITH)
- 10月27日 - 響都超特急 TOUR (ROTTENGRAFFTY)
- 10月30日 - Namba Culture Terminal 2023 -Opening Special Week- DAY3 ”Jaw hits the floor”
- 11月04日 - NEX_FEST EXTRA (Bring Me The Horizon)
- 11月05日 - ONE MAN LIVE "DAVANTA" (ralph) ※アンコールでサプライズ登場

### 2024年
- 03月10日 - MEGA VEGAS 2024 (Fear, and Loathing in Las Vegas)
- 03月12日.14日 - 25th Anniversary "Blown in the Reborn Tour" (ROTTENGRAFFTY)
- 03月16日 - Odyssey Pre-Debut Show (SABLE HILLS)
- 03月29日 - 2man Tour「JUNGLE LOVE 2024」(ALI)
- 04月27日 - ARABAKI ROCK FEST. 24
- 04月29日 - TRIANGLE'24
- 05月11日 - CRAFTROCK FESTIVAL '24
- 06月23日 - YON FES 2024 (04 Limited Sazabys)
- 06月30日 - DEAD POP FESTiVAL 2024 (SiM)
- 07月20日 - 焼來肉ロックフェス 2024
- 07月21日 - OSAKA GIGANTIC MUSIC FESTIVAL 2024
- 09月01日 - RUSH BALL 2024
- 09月08日 - TREASURE05X 2024
- 10月26日 - OSAKA HAZIKETEMAZARE FESTIVAL 2024 (HEY-SMITH)
- 10月31日 - GORILLAZUN (UZMK)
- 11月02日 - 20YEARS (SiM)
- 11月03日 - FULL POWER FEST'24 (RED in BLUE)
- 11月04日 - Hold the Door Tour (Survive Said The Prophet)
- 11月18日.20日 - TOUR "Goodbye To Say Hello" (HEY-SMITH)
- 12月08日 - REDLINE ALL THE FINAL
- 12月21日 - 響都超特急2024 ～KYOTO ULTRA EXPRESS～ (ROTTENGRAFFTY)

## 出演イベント（海外）

### 2012年
- 04月22日 - Hit the Deck Festival 2012 (イギリス)
- 11月02日 - Japan Expo Belgium 2012 (ベルギー)
- 11月03日 - Damage Festival 2012 (フランス)
- 11月10日 - Vans Warped Tour UK 2012 (イギリス)

### 2013年
- 02月23日〜03月04日 - Soundwave 2013 (オーストラリア)
- 03月16日 - South By So What?! 2013 Spring (アメリカ)
- 04月27日 - Groezrock 2013 (ベルギー)
- 06月21日〜07月16日 - Vans Warped Tour 2013 (アメリカ)
- 08月23日.25日 - Reading and Leeds Festivals 2013 (イギリス)
- 10月17日 - Rockaway Festival 2013 (マレーシア)
- 11月10日 - Warped Tour Eindhoven 2013 (オランダ)
- 11月16日 - Vans Warped Tour 2013 (イギリス)

### 2014年
- 02月08日〜21日 - Kerrang! Tour 2014 (イギリス)
- 04月26日 - PULP Summer Slam 2014 (フィリピン)
- 06月06日 - Rock am Ring 2014 (ドイツ)
- 06月07日 - Rock im Park 2014 (ドイツ)
- 06月10日 - Beastfest 2014 (ドイツ)
- 06月13日 - Download Festival 2014 (イギリス)
- 06月20日 - Hellfest 2014 (フランス)
- 06月29日 - Graspop Metal Meeting 2014 (ベルギー)
- 08月01日 - Incheon Pentaport Rock Festival 2014 (韓国)
- 08月22日.23日 - Reading and Leeds Festivals 2014 (イギリス)

### 2015年
- 02月21日〜03月01日 - Soundwave 2015 (オーストラリア)
- 05月23日.24日.25日 - Slam Dunk Festival 2015 (イギリス)
- 07月09日〜08月05日 - Vans Warped Tour 2015 (アメリカ、カナダ)

### 2016年
- 08月13日 - Incheon Pentaport Rock Festival 2016 (韓国)
- 08月26日.27日 - Reading and Leeds Festivals 2016 (イギリス)

### 2017年
- 04月29日 - PULP Summer Slam 2017 (フィリピン)
- 05月27日.28日.29日 - Slam Dunk Festival 2017 (イギリス)

### 2018年
- 06月12日 - BULLET FOR MY VALENTINE Show (オランダ)
- 06月16日 - Download Paris (フランス)
- 06月17日 - Friends Fest Vol IV (スイス)
- 06月23日 - Graspop Metal Meeting (ベルギー)
- 06月28日 - Aerodrome Festival (チェコ)
- 06月29日 - VAINSTREAM ROCKFEST (ドイツ)
- 06月30日 - Download Madrid 2018 (スペイン)
- 09月15日 - Concrete & Grass Music Festival (中国)